# Щербачёвка (Воронежская область)
Щербачёвка — посёлок в Панинском районе Воронежской области.
Входит в состав Чернавского сельского поселения.

## География
Посёлок располагался в западной части прежнего Красноновского сельского поселения у безымянного притока реки Верхняя Матрёнка.
В Щербачёвке имеются четыре улицы — Колхозная, Мира, Новая и Садовая.

## История
Основан в конце XVIII — начале XIX веков. Относился к Ивановской волости Воронежского уезда. В 1859 году здесь в 43 дворах проживали 298 человек. В 1900 году в посёлке было 67 дворов с населением 434 человека; одно общественное здание и одна винная лавка.
В советский период посёлок входил в состав колхоза «Победа». В 1976 году институтом «Воронежколхозпроект» был выполнен проект планировки и застройки посёлка.
До 13 апреля 2015 года посёлок Щербачевка был административным центром Красноновского сельского поселения.

## Население
| 1859 | 2000 | 2005 | 2010 |
| ---- | ---- | ---- | ---- |
| 298  | ↘293 | ↘267 | ↘181 |